# オオカミが電車を運転するだけのマンガ
『オオカミが電車を運転するだけのマンガ』（オオカミがでんしゃをうんてんするだけのマンガ）は、らつたによる日本の鉄道漫画。全編を通して水彩画タッチで描かれている。Twitterに投稿され、「鉄道ホビダス」ホームページにて掲載中。登場人物は全員「狼」というモチーフの擬人化、鉄道員漫画となっている。外伝(かつ10年後の時代設定による続編)である『オオカミが鉄道模型をはじめるマンガ』についてもとりあげる。

## あらすじ
『オオカミが電車を運転するだけのマンガ』（電車運転編）は、大神俊たち運転士の一日の仕事を中心にした物語で、 『オオカミが鉄道模型をはじめるマンガ』（鉄道模型編）は、環美奈子に言われて大神たちが鉄道模型をすることになった物語。

## キャラクター
毛央鉄道で勤務する従業員など。

### 大神家
大神俊と彼の家族。『オオカミが鉄道模型をはじめるマンガ』で彼の家族が明らかとなった。
大神俊（おおかみ しゅん）
主人公。埼玉県上尾市出身。
毛鉄巻尾線、新牙ヶ谷乗務管区所属の運転士→（鉄道模型編で）指導運転士。高校卒業後、求人のあった毛鉄に入社した。
駅員、車掌を経て新牙ヶ谷乗務管区所属運転士に異動。
鉄道に興味はなかったが、駅務係時代…添乗した運転士（のちの妻）に憧れて運転士を目指した。
富井たちには「カミシュン」と呼ばれる。
佐々木晶→大神晶（ささき あきら→おおかみ あきら）
新牙ヶ谷乗務管区の運転士→（鉄道模型篇で）長者町乗務管区係長で運転士。俊は駅員時代、彼女の乗務した電車に添乗した事があった。
その後、主任運転士に昇格して山伏の師匠となる。
俊と結婚して大神姓となる。東京都練馬区出身。
大神久恵（おおかみ ひさえ）
俊の母で、翻訳家。埼玉県坂戸町出身。
昔、オートバイで今は四輪自動車をかっとばす。いずれもHのつく自動車メーカーのもの。
大神真治（おおかみ しんじ）
俊の父で、元国鉄職員。神奈川県相模原市出身。
新しい物好き。俊が「鉄道模型を欲しい」と云われたら、鉄道模型のカタログをプレゼントした。

### 毛鉄職員（その他運転士）
大神俊の同僚などの運転士。
山伏瀬奈（やまぶし せな）
毛鉄巻尾線、新牙ヶ谷乗務管区所属の運転士→（鉄道模型編で）長者町乗務管区指導主任運転士。
大神と同期で、小さい頃から通勤電車が好きで毛鉄に入社。運転技術の向上ための行動は枚挙にいとまがない。
趣味は文字鐵、毛玉県毛ノ川市出身。
雨田遥（あまだ はるか）
毛鉄毛央線、長者町（ちょうじゃまち）乗務管区所属の運転士。
大神と同期の運転士で九州の工業高校出身。毛央線でオーバーランをしたことがある。
実は高校球児であった。福岡県筑紫野市出身。
今野武明（いまの たけあき）
毛鉄巻尾線、狛縫神宮乗務管区所属の運転士。神奈川県小田原市出身の鉄道マニア。
「コンちゃん」と呼ばれるが、「コンノ」ではなく「イマノ」。大神の事は裕とともに「カミシュン」と呼ぶ。
大谷光（おおたに ひかる）
狛縫神宮乗務管区所属の運転士→（鉄道模型編で）指導主任運転士。群馬県高崎市出身。
教師になるつもりが鉄道会社へ就職、そのためか交通安全教室の講師も兼務する。
大神、峰山たちとともに鉄道模型作りを仕事でやる事に成ったが、一緒にやる千鳥にキャラクターがかぶると思われるのに困惑。
彼女の作る山のレイアウトは趣味でもある葛飾北斎の富嶽百景ばり。
売井寺翔（うるいでら しょう）
新牙ヶ谷乗務管区の運転士。毛玉県南狛縫市出身。
彼の紹介で、大神と円谷が知り合う事に成った。
大神の後輩かつ元弟子。本当の姓は旧字体。
金嶺佑二（かなみね ゆうじ）
新牙ヶ谷乗務管区の運転士。沖縄県南城市出身。
前職も鉄道会社の運転士であった。
スイーツ好きでよく大神を誘っては連れまわす。
峰山広司（みねやま こうじ）
新牙ヶ谷乗務管区狛縫神宮乗務管区の運転士→（鉄道模型編で）指導主任運転士。岩手県北上市出身。
地下アイドル推し。
大神、大谷たちと鉄道模型作りをする事に成った際、昔プラモづくりをしたことを思い出した。
牧原総次郎（はきはら そうじろう）
毛鉄毛央線、長者町乗務管区所属の主任運転士。毛玉県毛央市出身。
大神の師匠。

### 毛鉄職員（車掌）
毛央鉄道はツーマン列車なので、車掌もいる。
瀬田達也（せた たつや）
新牙ヶ谷乗務管区の車掌。茨城県城里町出身。
大神の相棒で後輩。町田のことはあまり好きではなく、「マッチー」と呼ぶ。
徳田四朗（とくだ しろう）
新牙ヶ谷乗務管区の車掌。京都府亀岡市出身。
大神、瀬田たちを温かく見守る古株。
常盤重信（ときわ しげのぶ）
新牙ヶ谷常務管区の主任車掌。東京都足立区出身。
千鳥と一緒にいる突っ込み役で、千鳥の理解不明な会話も彼のみ理解できたりする。
大神たちに「ノブさん」と呼ばれる。
千鳥華美（ちどり はなみ）
新牙ヶ谷常務管区の主任車掌。千葉県市川市出身。ひそかに山伏に憧れていて、大神たち一部の人はそれを知っている。
楽天的で、常盤に突っ込まれる。鉄道模型レクチャー中も、暴走して…指導担当の円谷を困らせている。
意外とクリエイト能力はあるが、人物（いや狼物）の絵は絶望的に下手である。

### 毛鉄職員（運転士・車掌以外）
信号係は毛央鉄道の運転士・車掌と連絡を取る。
大口修（おおぐち おさむ）
毛鉄研修センター動力車操縦者養成所教官で新牙ヶ谷乗務管区の指導運転士。青森県三沢市出身。
「電車運転編」では大神と勤務シフトが似ているため、よく指導添乗をしていた。
大神、山伏の幼少期は駅員の業務をしていた。
昇進（により研修センター・動力車操縦者養成所教官を拝命されこそ）はしたものの、給料は減少し、ギャンブルで年中金欠病。
蟹瀬勝馬（かにせ かつま）
狛縫神宮駅乗務管区の主任信号係。東京都杉並区出身。
まじめだがキレモノすぎる。あだ名は『カニカマ』。
富井裕（とみい ゆたか）
狛縫神宮駅乗務管区の信号係。東京都稲城市出身。
毛央鉄道をこよなく愛する鉄道エリート。仕事柄、他部署との人材の幅が広く、赤塚、吉田とも知り合い。
大神には「ユタポン」と呼ばれる。
環美那子（たまき みなこ）
新牙ヶ谷乗務管区の助役。宮城県仙台市出身。定員職場の労務管理の業師。
運転規格創造課の課長に昇進、イベントや販売物などをプロデュース。
『オオカミが鉄道模型をはじめるマンガ』では、大神に（手先が器用そうだとみて）鉄道模型の制作をすすめてみた。
大黒昴（おおぐろ すばる）
狛縫神宮駅乗務管区の助役。毛玉県間鶴町出身。
大神たちに毒気のある冗談を言う事も有る。
サッカー上手。
町田利治（まちだ としはる）
新牙ヶ谷乗務管区の助役。兵庫県明石市出身。
瀬田に対して時間のことであれこれうるさいので、「マッチー」と影で呼ばれている。
ゆーさん
婦人服飾ものに詳しい。
貯金して実家の家業であるバイク店を継ぐのが夢であるため、乗務員登用試験は受けない。
円谷三朗（つぶらや さぶろう）
俊の所属する鉄道会社の研修センターで動力車操縦者養成所の教官をしている。栃木県栃木市出身。
趣味が鉄道模型づくりということで、大神、千鳥たちに模型作りのレクチャーを担当している。
かなりその趣味につぎ込んでいるらしく、彼自身も分かっていないのか怖いのか、その総額は答える事が出来ない（大半は後述のBEAMの店主のせいでもある）。
主にみる番組は「ぶらり途中下車の旅」であることが判明した。
赤塚健次郎（あかつか けんじろう）
毛ノ川保線管区・保線技術係係長。毛玉県毛南横手市出身。
裕が大神に紹介。ストラクチャーを鉄道模型を披露するお祭りに貸し出した。
吉田道治（よしだ みちはる）
毛ノ川総合車両基地・検修区主任車両技術係。神奈川県大磯町出身。
裕が大神に紹介してくれた車両担当の人。大神たちのために部品販売で購入した運転台を快く貸し出した。

### その他の人物
大神たち鉄道員に関連する人物など。
牧原の父
寿司店を営んでいる。総次郎を「ソウジ」と呼ぶ。
総次郎は大神と彼の店で寿司を食べたことが有った。この時は大神のおごりで、父は「師匠がおごらないでどうする」と突っ込む。
あの子
氏名不明だが、かつて山伏から電車のカードをもらったらしい。
山伏に憧れて電車運転士になるべく、鉄道学校に入学した。
BERMの店主
毛鉄伏町駅が最寄の鉄道模型店を営む店主。
円谷の行きつけの店で、円谷の趣向を知り尽くしていて…円谷が来店するたびに好きそうな高額模型を仕入れて買わせている。
オレンジアイの狼坊や
大神たちがつくったレイアウトを披露した祭りを見に来た少年。
マルタイの模型に興味を持った。

## 設定

### 毛央鉄道（もうおうてつどう　以下、毛鉄）
関東にある架空の大手民鉄。県庁所在地の毛央市（もうおうし）は人口規模がさいたま市より大きく、横浜市より小さい政令指定都市としており、行政の中心の「狗場（くば）」という地域から毛鉄の幹線である「毛央線（もうおうせん）」が走っており、商業の中心の「伏町（ふせまち）」から第2の幹線である「巻尾線（まきおせん）」が郊外に向けて走っている。巻尾線は伏町から郊外都市の巻尾市（まきおし）を結ぶ通称「巻尾北線（以下、北線）」と伏町と大きな神社のある都市、狛縫市（こまぬいし）を結ぶ通称「巻尾南線（以下、南線）」に運行形態が分かれており、北線は「牙ヶ谷（きばがや）」で毛央線に、南線は終点の「狛縫神宮（こまぬいじんぐう）」でサッカースタジアムのある「卯月園（うげつえん）」（大神、山伏の幼少期は遊園地であったが、閉鎖後に改装されている）方面に行く神宮線に接続している。
企業系列において鉄道以外の部門も充実。交通部門はホテル・バス・運輸など、流通部門は百貨店・スーパーマーケット・コンビニエンスストアなど、川底（川上・川下に次ぐ第三分野）部門である不動産会社もある。

## 既刊
『オオカミが電車を運転するだけのマンガ』ISBN978-4-7770-5544-9
『オオカミが鉄道模型をはじめるマンガ』ISBN978-4-7770-5584-5